# Dschāmi

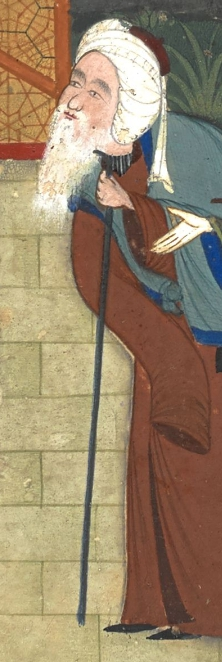
Dschāmi als Greis; identifiziert auf einer Behzād zugeschriebenen Miniatur von 1494.

Nūru'd-Dīn ʿAbdu'r-Raḥmān-i Dschāmi (persisch نورالدین عبدالرحمن جامی, DMG Nūr ad-Dīn ʿAbd ar-Raḥmān-i Ǧāmī; und mit Titel Maulānā; geboren am 18. August 1414 in Chardscherd im Gebiet von Torbat-e Dschām in Chorasan, gestorben am 19. November 1492 in Herat) war ein persischer Mystiker und Dichter. Als Sufi gehörte er der Nakschbendi-Tariqa an, die zu jener Zeit in Zentralasien eine politisch und kulturell wichtige Rolle spielte. Seine Ehrennamen „Licht des Glaubens“ (Nureddin) und „Säule des Glaubens“ (Imadeddin), sein Beiname „mächtiger Elefant“ („des Wissens“, Sinde Fil) und sein metaphorischer Name „Herr der Dichter“ (arabisch مخدوم الشعراء, DMG Maḫdūmu'š-šu‘ārā’) spiegeln die Wertschätzung in seiner Zeit. Der bereits im frühen 16. Jahrhundert und dann wieder im späten 18. Jahrhundert gewählte Ehrenname „Siegel der Dichter“ (arabisch خاتم الشعراء, DMG Ḫātamu'š-šu‘ārā’) verweist auf seine Rolle als Vollender der klassischen persischen Dichtkunst und nimmt damit Bezug auf die dem islamischen Religionsstifter Mohammed zugeeignete Bezeichnung „Siegel der Propheten“ (arabisch خاتم الانبياء, DMG Ḫātamu'l-anbiyā’) als Vollender der prophetischen Gottesoffenbarungen. Dschāmi selbst nennt sich in einigen Gedichten „Der Alte von Herat“ (Pīr-i Herāt).

## Leben

### Frühe Kindheit in Chardscherd und Dschām
Dschāmis Familie stammte väterlicherseits aus Dascht, einer kleinen Stadt in der Nachbarschaft Isfahans, nach der Dschāmi seinen ersten Tachallus Daschti wählte, bevor er sich wie sein Vater nach dem zwischen Herat und Maschhad liegenden Torbat-e Dschām, dem Ort seiner Kindheit, Dschāmi nannte. Sein Geburtsort Chardscherd, aus dem seine Mutter stammte, spielte für ihn keine besondere Rolle. Sein Vater, Nizām al-Dīn Ahmad b. Schams al-Dīn Muhammad, war schon als junger Mann Richter und Mufti in Torbat-e Dschām. Er war Dschāmis erster Persisch- und Arabischlehrer.

### Wissenschaftliche Ausbildung in Herat und Samarkand
Als etwa Zehnjähriger siedelte Dschāmi mit seiner Familie nach Herat über, wo er zunächst Unterricht in Theologie, arabischer Grammatik und Literatur erhielt. Hier profilierte er sich innerhalb weniger Jahre als brillanter und etwas arroganter Student und junger Wissenschaftler.
Eine unglückliche Liebe ließ ihn als jungen Mann aus Herat fliehen, und er setzte sein Studium in Samarkand, dem Wissenschaftszentrum Chorasans, fort. Schließlich galt der mit einem hervorragenden Gedächtnis und einem trefflichen Intellekt Ausgestattete auf allen damals gelehrten Wissensgebieten als beschlagen.

### Hinwendung zum Sufismus

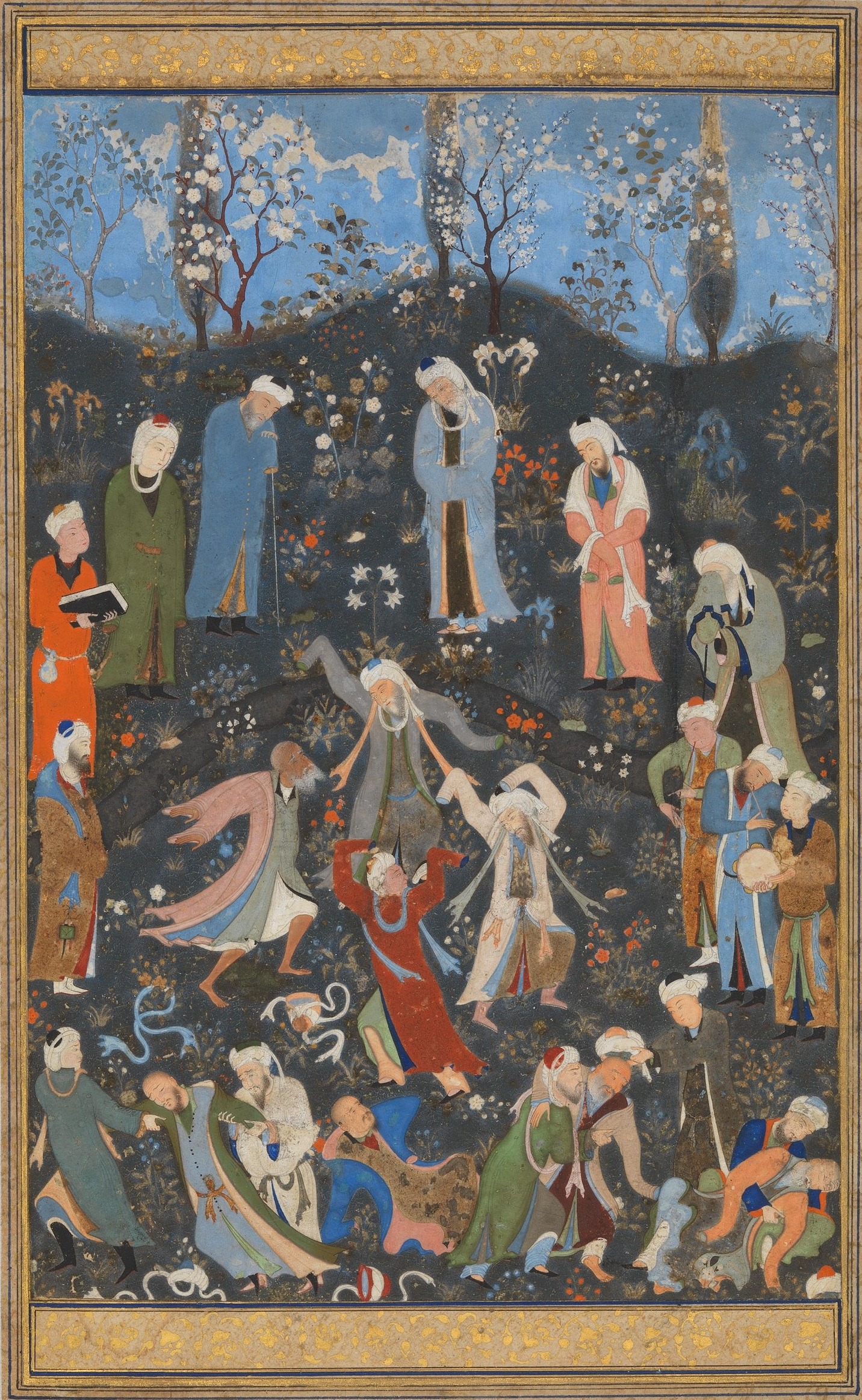
Sufi-Tanz (Samā), Miniatur von Behzād (etwa 1490). Die zentrale Gestalt im Hintergrund wurde als Dschāmi identifiziert. in der Gestalt links daneben mit Stock wird Mir ʿAli Schir Nawāʾi vermutet.

Doch seine wissenschaftliche Karriere gab er auf, betrat den Pfad eines Sufis, und wurde in die Herater Naqschbandīya aufgenommen. Rasch erreichte er unter der Betreuung durch den Scheich des Ordens, Saʿd-al-Din Kāschghari, einen hohen Grad an Vollkommenheit und wurde von diesem am Herater Hof eingeführt. Nach Kāschgharis Tod im Jahr 1456 wurde er von Chwādscha ʿObayd-Allāh Ahrār unterwiesen. Diese beiden Sufis scheinen ihn in seiner Spiritualität und Schaffenskraft am meisten beeinflusst zu haben. Angeregt durch seine Verbindung mit Ahrār begann Dschāmi sein erstes größeres Werk, das erste Buch von Selselat al-ḏahab und verfasste auf Arabisch Naqd an-nuṣūṣ fī šarḥ naqš al-fuṣūṣ, einen Kommentar zu Ibn ʿArabīs Werken.
Dschāmi selbst sah im Rückblick seinen Weg zum Sufismus als vorherbestimmt an. Chwādscha Mohammad Pārsā, einer der ersten Jünger des Ordensgründers Baha-ud-Din Naqschband, habe ihn als Kind 1419 in Herat gesegnet. Das habe ihn unlösbar mit der Naqschbandīya verbunden.

### Dschāmis Rolle in Herat

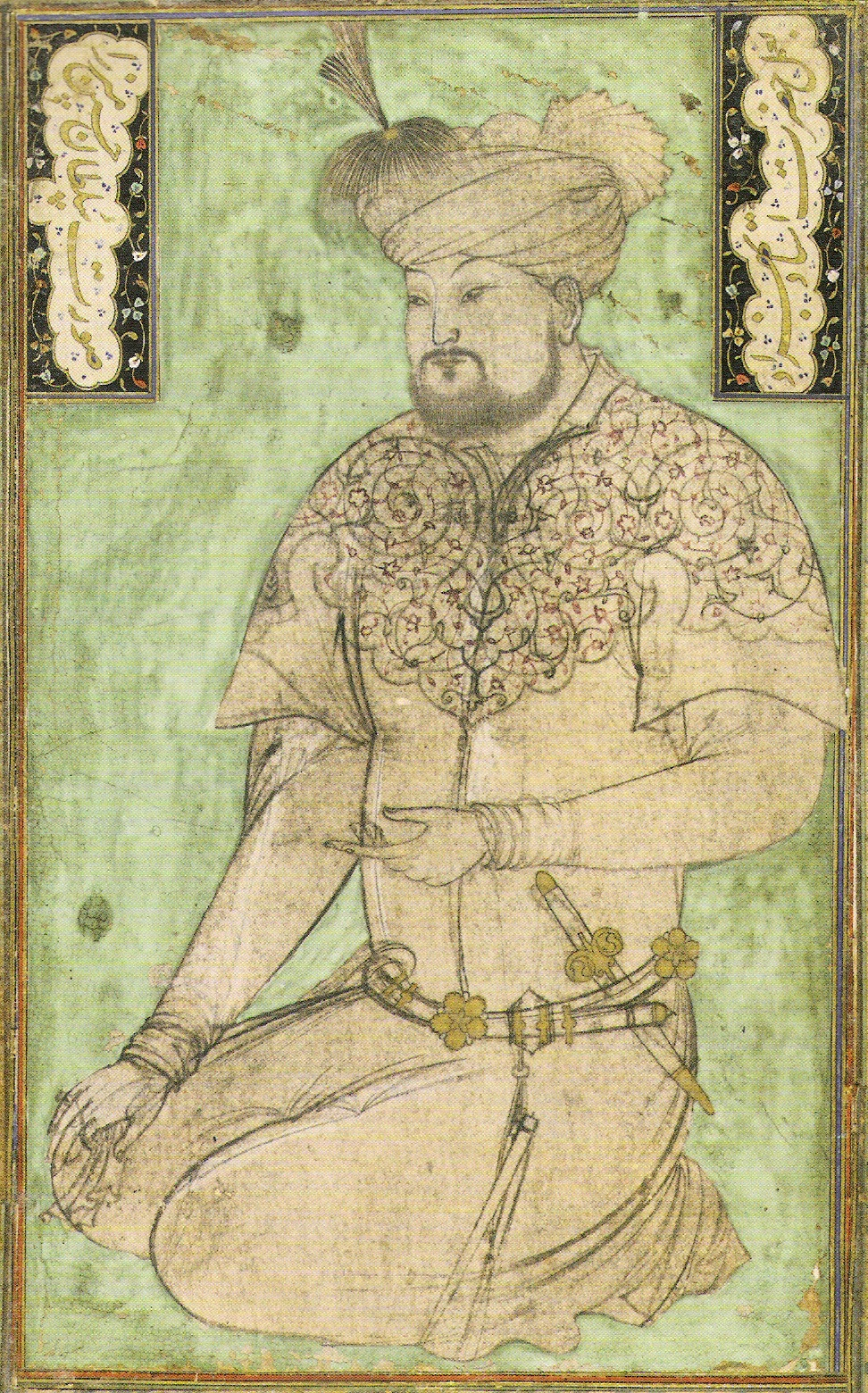
Porträt des Sultans Ḥoseyn Mirzā Bāyqarā, Kopie nach Behzād von etwa 1490

1452 widmete Dschāmi sein frühestes, erhalten gebliebenes Werk, Ḥelya-ye ḥolal, dem timuridischen Herrscher Abu’l-Qāsem Bābor. Die Verbindung zum Hof blieb auch erhalten, als 1457 Abu Saʿid an die Macht kam. Ihm widmete Dschāmi 1463 den ersten Teil seines Divans. In den Folgejahren war Dschāmi nicht nur der geistige Führer und Scheich der Herater Naqschbandīya, sondern er spielte auch als Lehrer und Berater des Hofes besonders mit der Übernahme der Herrschaft durch den Timuriden Sultan Ḥoseyn Mirzā Bāyqarā eine wichtige Rolle. Zusammen mit Ḥoseyn Mirzā Bāyqarā und dessen Minister Mir ʿAli Schir Nawāʾi bestimmte er die religiöse, geistige, künstlerische und politische Ausrichtung des Herater Herrschaftsbereiches.

### Pilgerreise nach Mekka und durch den Nahen Osten
1472 machte sich Dschāmi, von Sultan Ḥoseyn Mirzā Bāyqarā ausgerüstet und mit Empfehlungsschreiben versehen, auf die Pilgerreise nach Mekka. Seine Herater Angelegenheiten überließ er Mir ʿAli Schir Nawāʾi. Sein Weg führte ihn über Nischapur, Semnān und Qazvin zunächst nach Hamadan, dessen Herrscher Schah Manutschehr er den mystischen Traktat Lavā'ih (لوائح ‚Lichtblitze‘) widmete. Schließlich gelangte er nach Bagdad, wo er sechs Monate verweilte. Er besuchte den Imam-Husain-Schrein in Kerbala und den Schrein von ʿAlī ibn Abī Tālib in Nadschaf. Im Mai 1473 verrichtete er in Mekka die Riten des Haddsch und begann seine Rückreise über Damaskus und Aleppo. Hier erreichte ihn die Botschaft von der Einladung des osmanischen Sultans, Mehmeds II., der ihn bewegen wollte, zu ihm an den Hof nach Istanbul zu kommen. Dschāmi entschied sich dagegen und vermied es, die damit verbundenen, wertvollen Geschenke anzunehmen, und wandte sich nach Täbris. Auch dem dortigen Herrscher, dem Aq Qoyunlu Uzun Hasan verweigerte er sich, reiste weiter und kam im Januar 1474 nach Herat zurück. Seine Reise stärkte sein Ansehen und ermöglichte es ihm, ein politisches und wissenschaftliches Netzwerk innerhalb der persischsprachigen Welt zu errichten.

### Alter und Tod

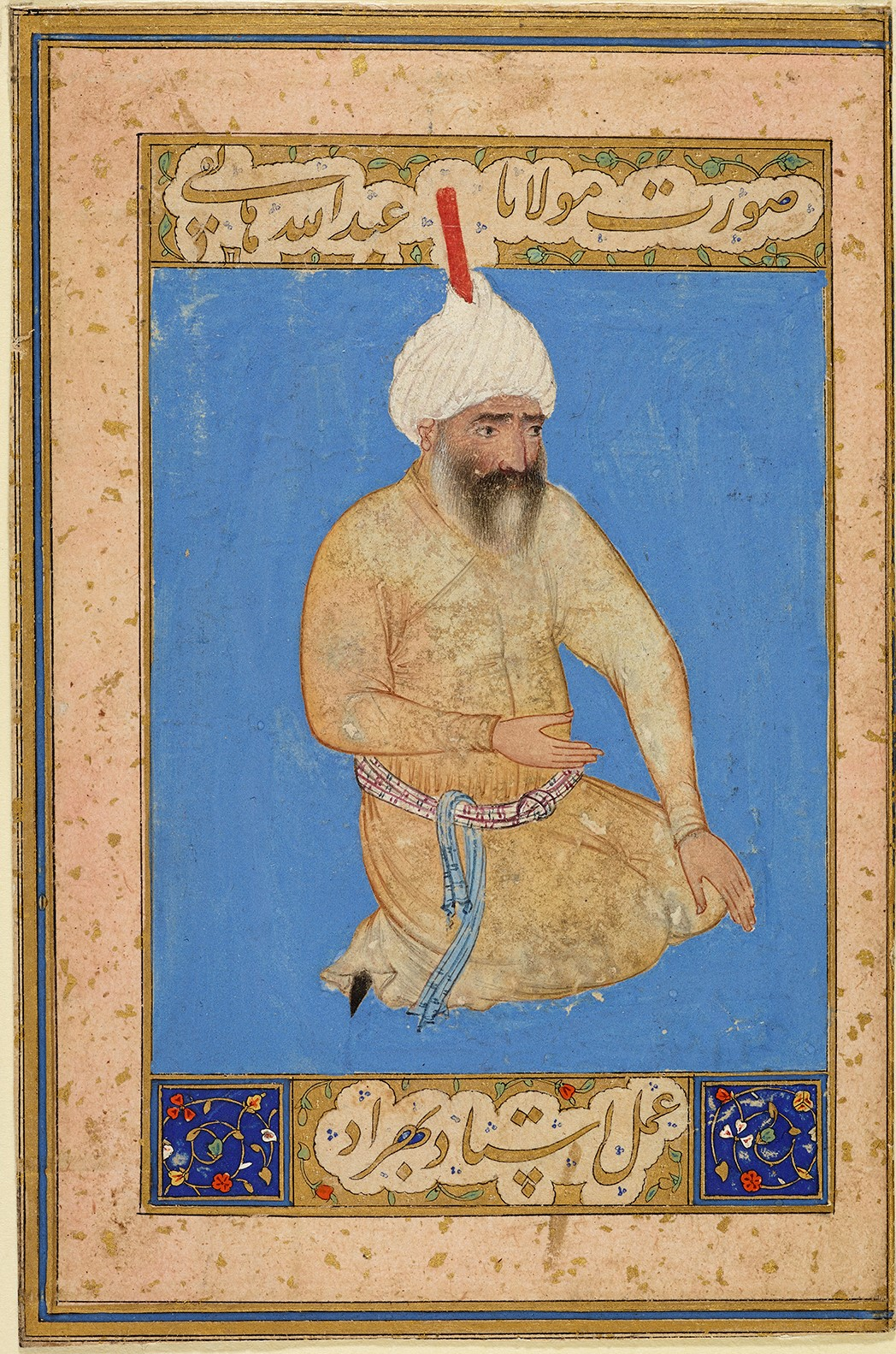
Dschāmis Neffe Maulana Abdullah Hātifi, porträtiert von Behzād; seinen Rang als anerkannter Dichter bestätigte Dschāmi. Er lebte als Sufi in Dschāmis Geburtsort Chardscherd. Sein Grab ist auf demselben Friedhof wie das Dschāmis.

Nach seiner Rückkunft aus Mekka festigte sich Dschāmis Rolle bei Hofe, als Mir ʿAli Schir Nawāʾi unter seiner Anleitung der Herater Naqschbandīya beitrat. Weiterhin gehörte er dem Triumvirat an, das die Geschicke Chorasans bestimmte. Dennoch lebte Dschāmi einfach und bescheiden etwas außerhalb Herats. Er heiratete die Enkelin seines schon verstorbenen ersten Scheichs Saʿd-al-Din Kāschghari und hatte mit ihr vier Kinder, von denen nur sein 1477 geborener Sohn Żiyāʾ-al-Din Yusof das Kindesalter überlebte. Wahrscheinlich für dessen Erziehung schrieb er die Anekdotensammlung Bahāristān und Al-Fawāʾed al-żiyāʾiya, einen Traktat zur arabischen Grammatik. Immer mehr wurde er von Altersbeschwerden geplagt, die er im Prolog zu Salaman und Absal beklagte. Ab 1480 hatte er seine produktivste Phase als Dichter und Wissenschaftler. Zwei Jahre nach dem Tod seines geistigen Führers Chwādscha ʿObayd-Allāh Ahrār verstarb er nach kurzer Krankheit am 9. November 1492. Sultan Ḥoseyn Mirzā Bāyqarā trug die Kosten seiner Beerdigung. Mir ʿAli Schir Nawāʾi verfasste eine Trauerrede, die von einer Kanzel herab im Beisein des Sultans, der Scheiche und Mollahs sowie einer Menge Volks verlesen wurde.
Dschāmis bescheidenes Grab in Herat ist bis heute Ziel von Besuchern aus aller Welt. Es gilt als Wallfahrtsort (persisch زيارتگاه, DMG ziyārat-gāh, ‚Pilgerstätte‘), zu dem vor allem muslimische Gläubige, aber auch Liebhaber der klassischen persischen Poesie pilgern, und liegt in einem Friedhof am nördlichen Stadtrand. Dort befinden sich auch die Gräber seines Bruders Maulānā Moḥammad, seines Neffen und Schülers Maulānā ‘Abdullāh Hātefi und seines Schülers Maulānā ʿAbd-al-Ḡafūr Lārī sowie die Gräber Saʿd-ad-Dīn Kāschgharis und Kamāl-ad-Dīn Ḥosayn Wāʿeẓ Kāschefis.

## Poetisches Selbstbild
mauledam ǧām-o rašḥe-ye qalamam / ǧorʿe-ye ǧām-e šeyḫo 'l-eslāmī-st
lāǧaram dar ǧarīde-ye ašʿār / be do maʿnā taḫalloṣam ǧāmī-st
Ich ward gezeugt im Kelch, doch meine Feder schreibt nur Tropfen aus dem Kelch des Einen.

Deshalb, auf meiner Dichtung Seiten such' ich, Kelchler nur im Namen, beides zu vereinen.

## Werke
Dschāmis Werk entstand im Laufe von nahezu fünfzig Jahren. Er hinterließ persisch und arabisch verfasste Werke über verschiedenste Themen, darunter Gedichtsammlungen, Geschichten, Erläuterungen zu Werken anderer bekannter Sufis, philosophische und philologische Traktate und sogar ein Buch über Rätsel, die in der damaligen persischsprachigen Welt sehr beliebt waren.
Insgesamt wurden etwa 80 Werke bekannt. Eine genaue Zahl zu ermitteln ist schwierig, da nicht alle Schriften erhalten sind und manche unter unterschiedlichen Titeln überliefert wurden.
Literarische Werke
- Nafaḥāt al-uns (arabisch نفحات الانس ‚Die Düfte der Vertrautheit‘): Biographie der wichtigsten islamischen Heiligen
- Al-lawā’iḥ (arabisch اللوائح ‚Die Lichterscheinungen‘): Ein bekannter Traktat zur Mystik
- Bahārestān (persisch بهارستان, ‚Der Frühlingsgarten‘): Anekdoten in Vers und Prosa, nach Saadis Rosengarten[27]
- Dīwān-e segāne (persisch ديوان سگانه, ‚Der dreiteilige Diwan‘): Sammlung von Gedichten aus Dschāmis Jugend, Erwachsenenzeit und Alter

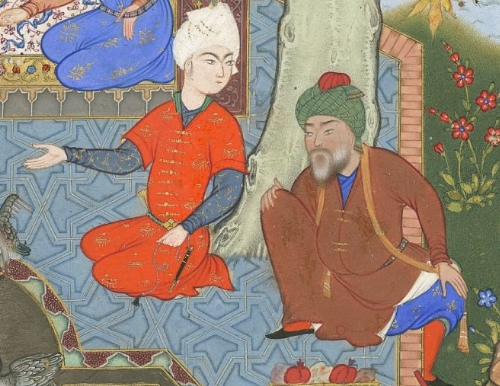
Illustration zu Silsilat az-zahab.
Ein Vater gibt seinem Sohn Ratschläge die Liebe betreffend.

- Haft aurang (persisch هفت اورنگ, ‚Die sieben Throne‘): Ein siebenteiliger, zwischen 1468 und 1485 entstandener Epenzyklus,[29] der zum Teil auf den Fünf Epen des Nezāmi aufbaut:
  - Silsilat aḏ-ḏahab (arabisch سلسلة الذهب ‚Die Kette aus Gold‘): Moralische Anekdoten
  - Subḥat al-abrār (arabisch سبحة الابرار ‚Der Rosenkranz der Frommen‘): Weitere Anekdoten, nach Nizāmis Schatzkammer der Geheimnisse
  - Salāmān und Ābsāl (persisch سلامان و آبسال, DMG Salāmān-o Ābsāl): Tragische Liebesgeschichte eines Prinzen und seiner Amme.[30]
  - Tuḥfat al-aḥrār (arabisch تحفة الاحرار ‚Das Geschenk der Freien‘)
  - Josef und Suleika (persisch يوسف و زليخا, DMG Yūsof-o Zoleiḫā): Die koranische (und als Josefsgeschichte biblische) Liebesgeschichte von Josef, dem Sohn des Patriarchen Jakob, und der Frau des Potifar. Dieses Epos wurde besonders berühmt. In der Tradition der islamischen Mystik erscheint hier Josef als die göttliche Schönheit in Person und Zulaiḫā als wahre Liebende, die ihre Vernunftehe loswerden muss.[31]
  - Lailā und Madschnūn (persisch ليلى و مجنون, DMG Leilī-o Maǧnūn): Die Geschichte zweier unglücklich Liebender, deren Stämme verfeindet sind, nach Nizāmi. Dschāmi deutet die Geschichte jedoch eindeutig als Allegorie der Liebe der Seele zu Gott.
  - Ḫeradnāme-ye eskandarī (persisch خردنامهٔ اسكندرى, ‚Das Buch von der Weisheit Alexanders‘), nach Nizāmis Alexanderbuch.

## Rezeption
Dschāmis Werke bezogen sich zumeist auf Werke früherer Dichter, die als klassische Vorbilder galten, und fanden bereits zu seinen Lebzeiten weite Verbreitung in der persisch- sowie im Fall einiger Abhandlungen in der arabischsprachigen Welt. Als Abschriften gelangten sie in oft aufwändig gestalteten, mit Miniaturen versehenen Übersetzungen ins Osmanische Reich und ins Reich der Mogulen, wo sie als Vorbild für nachfolgende Dichter-Generationen dienten.
Mit der Machtübernahme der Safawiden um 1501 und der Einführung des Schiismus als Staatsreligion verlor sich das Interesse an sufistisch ausgerichteter Literatur, und damit schwand Dschāmis Wertschätzung. Im 16. Jahrhundert wandten sich die persischen, Dschāmi ablösenden Dichter der realistischen Schule (maktab-e woqūʿ) vom sufistischen Symbolismus ab und einem „neuen Stil“ (persisch شيوهٔ تازه, DMG šīwe-ye tāze) zu.
Erst gegen Ende des 18. Jahrhunderts begann in der persischen Dichtung eine neo-klassizistische Periode, in der Dschāmis Ansehen wieder stieg.
Dschāmi wurde damals sogar als „Siegel der Dichter“ (arabisch خاتم الشعراء, DMG Ḫātamu'š-šu‘ārā’) und somit als der letzte wahrhaft große Meister der persischen Dichtung bezeichnet.

## Ausgaben
- XVI Century Miniatures Illustrating Manuscript Copies of the Works of Jami from the USSR Collections. Moskwa (Moskau)
- Salman and Absal of Abd-al-Rahman Jami. Academy of Sciences and the Writer's Association. Tajik SSR 1977